# Gleichheit (1886–1889)
Die Gleichheit war eine von 1886 bis 1889 erscheinende sozialdemokratische Wochenzeitung. Sie war das erste Organ der österreichischen Arbeiterbewegung, das nach außen politisch wirksam wurde, und sie war Vorgänger der Arbeiter-Zeitung.

## Geschichte
Die ersten österreichischen Arbeiterzeitungen hatten den Charakter von propagandistisch gefärbten Agitationsblättern. Dagegen glich die am 11. Dezember 1886 vom Arzt Victor Adler in Wien gegründete Gleichheit mehr einer Tageszeitung. Sie war aktueller und vollständiger und veröffentlichte Berichte, Nachrichten, Kommentare und Reportagen. Für die Herausgabe des Blattes brauchte Victor Adler das Erbe seines Vaters auf. Als Zeitungskopf verwendete er den eines gleichnamigen, 1870–1877 erschienen Wiener Neustädter Lokalblatts. Der Nebentitel der Gleichheit lautete Sozialdemokratisches Wochenblatt.
Trotz der kleinen Auflage von anfangs etwa 3600 Stück und der kurzen Zeit ihres Bestehens entfalteten die Zeitung besonders mit Reportagen über zwei Themen große politische Wirkung. Ab Dezember 1888 wiesen Berichte Adlers auf die schlechten Lebens- und Arbeitsbedingungen der Ziegelarbeiter am Wienerberg hin. In der Folge schuf das Gewerbeinspektorat das Ausbeutungssystem ab, das die Arbeiter gezwungen hatte, statt Löhnen Marken anzunehmen, mit denen sie nur in werkseigenen Kantinen überteuerte Produkte beziehen konnten (Trucksystem). Und die Berichte über den Streik der Tramwaykutscher und den Polizeieinsatz dagegen halfen, die Forderungen der Tramwaykutscher durchzusetzen.
Der Zeitung und ihrem Herausgeber kam eine entscheidende Rolle bei der Einigung der Arbeiterbewegung zu. Die Redaktion der Gleichheit und anderer sozialdemokratischer Zeitungen sorgten für die Einberufung des Einigungsparteitags von Hainfeld und wurden dort auch mit der Führung der Sozialdemokratischen Arbeiterpartei betraut.
In den dreißig Monaten ihres Bestehens wurde die Zeitung 45 Mal beschlagnahmt, zahlreiche Artikel wurden zensuriert. Gegen Adler und den leitenden Redakteur Ludwig Bretschneider wurde Anzeige wegen „Anarchismus“ erstattet, Adler zu vier Monaten Kerker verurteilt. Nach Arbeiterunruhen in Steyr wurde die Gleichheit im Sommer 1889 verboten. Knapp ein Monat nach der letzten Ausgabe der Gleichheit erschien am 12. Juli 1889 als Nachfolgezeitschrift die Arbeiter-Zeitung. In der kurzen Zeitspanne zwischen den beiden Zeitungen wurde an die 5000 Abonnenten ein Exemplar der Sozialdemokratischen Monatsschrift ausgegeben.

## Standort und Mitarbeiter
Die Zeitung hatte ihren Sitz in der Gumpendorfer Straße 79, gedruckt wurde sie in der Genossenschaftsdruckerei in der Alser Straße 32. Sie erschien immer samstags.
Zu den Mitarbeitern der Gleichheit zählten Hermann Bahr, August Bebel, Eduard Bernstein, Friedrich Engels, Wilhelm Liebknecht, Andreas Scheu, Heinrich Scheu, Clara Zetkin und Ossip Zetkin.

## Belege
1. 1 2 3 4 5  Peter Pelinka, Manfred Scheuch: 100 Jahre AZ. Die Geschichte der Arbeiter-Zeitung. Europaverlag, Wien / Zürich 1989, ISBN 3-203-51080-4, S. 11–13.
2. 1 2  Gleichheit. In: dasrotewien.at – Weblexikon der Wiener Sozialdemokratie. SPÖ Wien (Hrsg.)
3. ↑  Gleichheit im Wien Geschichte Wiki der Stadt Wien.
4. ↑  Politische Chronik. In: Das Vaterland, 14. Dezember 1886, S. 2 (online bei ANNO).